# Закон ОАЕ про громадянство
Закон ОАЕ про громадянство регулює отримання громадянства в Об'єднаних Арабських Еміратах. Здебільшого цей закон слідує принципу jus sanguinis. Іноземцям рідко надають громадянство.

## Народження
Діти, що народилися в ОАЕ від невідомих батьків, автоматично вважаються громадянами Об'єднаних Арабських Еміратів.

## Громадянство дітей
Діти, що народилися від батька, який є громадянином ОАЕ, або від невідомого батька, або він є особою без громадянства, та матері, яка є громадянкою ОАЕ, вважаються громадянами ОАЕ, не зважаючи на місце народження. Діти, що народилися від матері, яка є громадянкою ОАЕ, та від батька, який є іноземцем, мають право подати клопотання про прийняття до громадянства, коли їм виповниться 18 років.

## Громадянство іноземцям
31 січня 2021 року вперше влада Об'єднаних Арабських Еміратів дозволила іноземцям отримувати громадянство. Вони прийняли поправки в закон, в якому прописали кілька категорій громадян. Претендувати на громадянство зможуть інвестори, винахідники, лікарі, вчені і художники, а також члени їхніх сімей. Заяви розглядатимуть місцеві управління виконавчої влади та уряд.

## Шлюб
Жінка, яка є іноземкою, що вийшла заміж за чоловіка, який є громадянином ОАЕ, може отримати громадянство за умови, що шлюб протривав 3 роки. Вона втрачає громадянство у разі розлучення та повторного шлюбу з іноземцем. Дружина чоловіка, який нещодавно отримав громадянство, також може стати громадянкою ОАЕ. Їх неповнолітні діти також отримують громадянство.

## Натуралізація
Іноземець може подати клопотання про прийняття до громадянства, яке може бути задоволене за наступних умов:
- легально прожив в ОАЕ 30 років, або 7 років, якщо він є арабським громадянином Оману, Катару або Бахрейну. Ці обмеження не стосуються осіб, які надають країні почесні послуги.
- має легальний заробіток
- має хорошу репутацію
- достатньо володіє арабською мовою
- не має судимостей
- є мусульманином

Особи, чия мати є громадянкою ОАЕ, мають право подати клопотання про прийняття до громадянства, коли їм виповниться 18 років. 
Натуралізовані громадяни не мають право балотуватися на виборах. Арабські громадяни Оману, Катару або Бахрейну можуть балотуватися через 7 років.

## Подвійне громадянство
Подвійне громадянство не визнається.

## Втрата громадянства
Громадянство втрачається у разі:
- вступу на військову службу іноземної держави
- працювання на уряд іноземної держави, яка є у стані війни з ОАЕ
- отримання громадянства іноземної держави

Натуралізовані громадяни можуть втратити громадянство у разі:
- Скоєння тяжкого злочину
- Проживання за межами країни 4 роки
- Отримання громадянства обманним шляхом.

Громадяни мають право добровільно відмовитися від громадянства.